# Saint-Ambreuil
Saint-Ambreuil é uma comuna francesa na região administrativa de Borgonha-Franco-Condado, no departamento Saône-et-Loire. Estende-se por uma área de 18,04 km². Em 2010 a comuna tinha 513 habitantes (densidade: 28,4 hab./km²).